# Anders Novak
Anders Peter Novak, född 7 mars 1945 i Sankt Matteus församling, Stockholms stad,  är en svensk präst.

## Biografi
Anders Novak föddes 1945 i Stockholm. Han var son till musikpedagogen Peter Novak och Maj-Lis Kristiansson. Novak avlade 1969 teologie kandidatexamen vid Uppsala universitet och var från 1969–1971 kyrkoadjunkt och komminister i Sankt Matteus församling, Stockholm. Han var från 1978 till 1981 komminister i Ekerö församling och avlade 1980 diplom i psykoterapi vid S:t Lukasstiftelsen. Novak var från 1981 till 1988 biträdande direktor för Ersta diakoni och var från 1988 kyrkoherde i Ekerö församling. Han blev 1993 hovpredikant.

### Familj
Anders Novak gifte sig 1967 med psykologen Ylva Ericson (född 1945), dotter till sjökaptenen Arne Ericson och Ingeborg Johnsson.